# Institut Pratt
Pour les articles homonymes, voir Pratt.
L'Institut Pratt (en anglais : Pratt Institute) est un établissement d'enseignement supérieur privé de la ville de New York qui possède des campus à Manhattan, Brooklyn ainsi qu'une annexe dans la ville d'Utica. 

## Historique
Créé en 1887, l'Institut Pratt est l'une des principales écoles d'art des États-Unis, et propose notamment des spécialisations en architecture, stylisme, illustration, architecture d'intérieur, arts digitaux, création littéraire ou encore sciences de l'information et des bibliothèques. L'établissement fait partie de l'Association of Independent Colleges of Art and Design, consortium qui regroupe 26 universités dans le pays.
De nombreuses figures mondiales des arts sont diplômées de l'établissement ; parmi elles : l'architecte du Chrysler Building, William Van Alen, le sculpteur David Ascalon, le musicien John Flansburgh ou encore le fondateur de Hanna-Barbera Productions, le réalisateur Joseph Barbera. L'acteur Martin Landau, qui a commencé sa carrière comme auteur de bandes dessinées, est aussi issu de l'Institut Pratt, tout comme Gus Edson, dont il était l'assistant.

## Élèves
- David Ascalon : sculpteur
- Rosemarie Castoro
- Pamela Colman Smith : graphiste
- Katherine Dreier : peintre
- Jan Groover : photographe
- Martin Landau : acteur
- Leonora O'Reilly : syndicaliste américaine
- Margaret Jordan Patterson : graveuse et peintre
- Claire Pentecost, artiste multimédia, écrivaine et photographe
- Liliana Porter, artiste contemporaine argentine
- Robert Redford : acteur, scénariste, réalisateur et fondateur du festival du film de Sundance
- Milton Resnick : peintre
- Joan Semmel : artiste féministe
- Frank Webber : artiste
- Peter Zumthor : architecte.

## Professeurs
- Tracie Morris, poète, chanteuse, universitaire
- Éva Zeisel, designeuse